# Two Union Square
Two Union Square je kancelářský mrakodrap v Seattlu. Má 56 podlaží a výšku 226 metrů, je tak 3. nejvyšší mrakodrap ve městě. Výstavba probíhala v leteceh 1987 - 1989. Za designem budovy stojí firma NBBJ Group. Místní jej přezdívají Zippo Building a je podle nich nejhezčí a nejznámější mrakodrap města.